# Sul de Roraima
Sul de Roraima è una mesoregione dello Stato di Roraima in Brasile.

## Microregioni
È suddivisa in due microregioni:
- Caracaraí
- Sudeste de Roraima